# Milešice
Milešice (německy Oberschlag) jsou osada v okrese Prachatice, osm kilometrů severně od Volar. Milešice jsou základní sídelní jednotkou na stejnojmenném katastrálním územím, jsou součástí Mlynářovic, což je část obce Volary. Milešice stojí v Boubínské hornatině, na severovýchodním svahu Bobíku, u Milešického potoka v nadmořské výšce 793 metrů.

## Historie
První písemná zmínka o Milešicích pochází z roku 1359, kdy vesnice patřila k panství hradu Hus. V roce 1910 zde stálo 80 domů se 428 obyvateli.

## Pamětihodnosti
- Přírodní rezervace Milešický prales
- Milešický jasan, památný strom asi 150 m jihovýchodně od osady u cesty do Krejčovic